# Brisbane Charles Somerville Warren
Brisbane Charles Somerville Warren född 1887 i Fermoy, Irland , död 1979, var en irländsk fjärilskännare som specialiserade sig på palearktiska Lepidoptera.
Warren bodde i Freiburg im Breisgau under en period från 1901 och han introducerades till fjärilssamlandet 1902 av operasångaren och entomologen Willy Junior på en samlingsresa till Schwarzwald. Hans första vetenskapliga artikel "Some butterflies of the Black forest and Rhine plain" publicerades 1910 då han var 23 år gammal. 
Warren bodde i Lausanne mellan åren 1922 och 1934 och mötte där den schweiziske entomologen och medicinske doktorn Jacques Louis Reverdin. Reverdin var i 80-årsåldern och övertalade Warren att ta över hans mångåriga arbete med att göra en total revidering av släktet “Hesperia” (nu Pyrgus med flera) med hanliga genitalier som grund. Warren tog sig an detta arbete med stor energi och publicerade 1926, tre år innan Reverdins död, en exemplarisk monografi på tribuset Hesperiidi. Sedan dess fanns ingen ursäkt för att blanda ihop arter om man bara ansträngde sig med att undersöka genitalier. Totalt publicerade Warren 112 vetenskapliga artiklar, varav den mest kända är monografin på släktet Erebia 1936.
Mellan 1902 och 1960 kumulerade Warren en omfattande samling av palearktiska Lepidoptera som nu finns i Natural History Museum, London.
Han var medlem av Royal Entomological Society från 1908 och blev senare medlem av Societas Europaea Lepidopterologica.
Auktorsnamnet B C S Warren kan användas för Brisbane Charles Somerville Warren i samband med ett vetenskapligt namn inom zoologin; se Wikipedia-artiklar som länkar till auktorsnamnet.